# 赫夫林 (阿拉巴马州)
赫夫林（英文：Heflin），是美国阿拉巴马州下属的一座城市。面积约为16.05平方英里（约合41.57平方公里）。根据2010年美国人口普查，该市有人口3,480人，人口密度为216.82/平方英里（约合83.71/平方公里）。